# Аріогез
Аріогез (д/н — після 174) — король квадів в 172/173—174/175 роках. Германським ім'ям було Аріогайс.

## Життєпис
Походив зі знатного роду. Брав участь у Першій Маркоманській війні під орудою Балломара. Близько 171 року римляни на чолі з імператором Марком Аврелієм перейшли у наступ, перетнули Дунай, завдавши маркоманам і квадам поразки. Король останніх Фуртій 172 року уклав мирний договір з Римом. Але ця політика викликала невдоволення в більшості квадів, що стали лідерами маркоманського союзу. В результаті 172 або 173 року Фуртія було повалено й Аріогез став королем квадів. Невдовзі він відновив війну з Римською імперією.
Війська квадів, маркоманів та язигів на чолі з Аріогезом атакували римські провінції Норік і Паннонію. 173 року римляни перейшли в наступ, перетнувши Дунай. Вирішальна битва відбулася десь на території сучасної Моравії. Перед тим за наказом Аріогеза германці поступово відрізали супротивника від джерел з водою. Мар Аврелій опинився в майже безвиході, проте раптово пішов дощ, що полегшив становище римлян і деморалізував германців. В результаті останні зазнали нищівної поразки. Ці події відомі як дощове диво. Після цього квади вимушені були замиритися з Римом, повернути собі королем Фуртія. Аріогеза було схоплено і відправлено у заслання до Олександрії Єгипетської. Подальша доля невідома.